# NGC 2222
NGC 2222 ist eine Balken-Spiralgalaxie vom Hubble-Typ SBa im Sternbild Maler am Südsternhimmel. Sie ist schätzungsweise 107 Millionen Lichtjahre von der Milchstraße entfernt und hat einen Durchmesser von etwa 40.000 Lj. Gemeinsam mit NGC 2221 bildet sie ein gravitativ gebundenes Galaxienpaar.
Das Objekt wurde am 4. Dezember 1834 von John Herschel entdeckt.